# Папский институт арабских и исламских исследований
Папский институт арабских и исламских исследований (итал. Pontificio Istltuto di Studi Arabi e d’Islamistica) (P.I.S.A.I.) — римско-католическая академическое учреждение в Риме.

## История
Институт был создан в 1926 году в Тунисе Обществом миссионеров Африки (Белые отцы). Его цель состояла в подготовке миссионеров, готовых жить в арабо-мусульманской среде.
В 1949 году центр обучения перебрался в город Мануба, возле столицы Туниса, где преподавался арабский язык и дисциплины об исламе, в то время как центр в Тунисе стал известен сегодня как Институт арабской литературы.
В 1960 году центр получил статус папского института, и в 1964 году из-за политики национализации он был вынужден переехать из Туниса в Рим, где он получил поддержку папы Павла VI как инструмент межрелигиозного диалога, «в соответствии с новым духом Второго Ватиканского собора».